# Villeneuve-de-Rivière
Villeneuve-de-Rivière település Franciaországban, Haute-Garonne megyében. Lakosainak száma 1732 fő (2022. január 1.). Villeneuve-de-Rivière Bordes-de-Rivière, Labarthe-Rivière, Saint-Gaudens, Saux-et-Pomarède és Valentine községekkel határos.

## Népesség
A település népessége az elmúlt években az alábbi módon változott:
| Lakosok száma | 886  | 1273 | 1341 | 1481 | 1774 | 1790 | 1794 | 1790 | 1756 | 1732 |
|               | 1968 | 1982 | 1990 | 2006 | 2013 | 2015 | 2017 | 2019 | 2020 | 2022 |